# Camponotus bruneiensis
Camponotus bruneiensis é uma espécie de inseto do gênero Camponotus, pertencente à família Formicidae.